# Сизенанд
Сизенанд (Sisenand; † 12 март 636 г. в Толедо) е крал на вестготите от 26 март 631 г. до 12 март 636 г.
Той провежда успешен бунт срещу крал Свинтила, подпомаган от войската на краля на франките Дагоберт I.
Преди да се стигне до битка Свинтила е изоставен при Сарагоса от привържениците му и от брат му Геила. Свинтила се отказва от трона и Сизенанд е избран за нов крал.
Умира на 12 март 636 г. в Толедо.
След него на трона идва Хинтила.